# Unité urbaine de Saint-Girons
L'unité urbaine de Saint-Girons est une unité urbaine française centrée sur la ville de Saint-Girons, sous-préfecture du département de l'Ariège, en région Occitanie.

## Données générales
Dans le zonage réalisé par l'Insee en 2010, l'unité urbaine était composée de quatre communes.
Dans le nouveau zonage réalisé en 2020, elle est composée des quatre mêmes communes.
En 2022, avec 9 435 habitants, elle représente la 3e unité urbaine du département de l'Ariège.
En 2021, sa densité de population s'élève à 245 hab/km2. Par sa superficie, elle représente 0,8 % du territoire départemental mais, par sa population, elle regroupe 6,2 % de la population du département de l'Ariège.

## Composition 2020 de l'unité urbaine
Elle est composée des quatre communes suivantes :
| Nom                         | Code Insee | Département | Statut       | Superficie (km2) | Population (dernière pop. légale) | Densité (hab./km2) | Modifier                                    |
| --------------------------- | ---------- | ----------- | ------------ | ---------------- | --------------------------------- | ------------------ | ------------------------------------------- |
| Saint-Girons (ville-centre) | 09261      | Ariège      | ville-centre | 19,13            | 6 129 (2022)                      | 320                | modifier les données · modifier les données |
| Eycheil                     | 09119      | Ariège      | banlieue     | 4,77             | 530 (2022)                        | 111                | modifier les données · modifier les données |
| Saint-Lizier                | 09268      | Ariège      | banlieue     | 9,01             | 1 384 (2022)                      | 154                | modifier les données · modifier les données |
| Lorp-Sentaraille            | 09289      | Ariège      | banlieue     | 6,15             | 1 392 (2022)                      | 226                | modifier les données · modifier les données |

## Évolution démographique
| 1968   | 1975   | 1982   | 1990  | 1999  | 2009  | 2014  | 2021  |
| ------ | ------ | ------ | ----- | ----- | ----- | ----- | ----- |
| 10 967 | 11 302 | 10 613 | 9 877 | 9 484 | 9 922 | 9 652 | 9 589 |

#### Données générales
- Unité urbaine en France
- Aire d'attraction d'une ville
- Liste des unités urbaines de France

#### Données démographiques en rapport avec l'unité urbaine de Saint-Girons
- Aire d'attraction de Saint-Girons
- Arrondissement de Saint-Girons

#### Données démographiques en rapport avec l'Ariège
- Démographie de l'Ariège